# Trachyderes politus
Trachyderes politus là một loài bọ cánh cứng trong họ Cerambycidae.